# Too Much Monkey Business
Pour les articles homonymes, voir Monkey Business.
Singles de Chuck Berry
Roll Over Beethoven You Can't Catch Me
Too Much Monkey Business est une chanson de rock 'n' roll écrite par Chuck Berry et enregistrée par celui-ci en 1956.

## Historique
La chanson est d’abord parue en simple en 1956 (Chess 1635), par Berry, atteignant la 4e place du palmarès R&B, puis l’année suivante sur l’album After School Session (Chess 1426) et sur le maxi-45 tours du même nom (Chess 5118).
Une version live enregistrée le 16 octobre 1986 figure sur l'album Hail! Hail! Rock 'n' Roll.

## Reprises

### The Beatles
Pistes inédites de Live at the BBC
I Got a Woman Keep Your Hands Off My Baby
Les Beatles l'ont enregistrée quatre fois dans les studios de la BBC dont le 3 septembre 1963 aux Aeolian Hall Studios de Londres pour l'émission Pop Go the Beatles (en) diffusée le 10 septembre. Cette version figure sur l'album Live at the BBC.  La version enregistrée le 1er juin 1963 et diffusée le 11, à la même émission, est publiée en 2013 dans l'album compilation The Beatles Bootleg Recordings 1963, disponible en téléchargement.

#### Personnel
- John Lennon – chant, guitare rythmique
- Paul McCartney – basse
- George Harrison – guitare solo
- Ringo Starr –  batterie

### Autres versions
Cette chanson fut reprise par Elvis Presley, Carl Perkins, Jerry Lee Lewis et Johnny Cash le 4 décembre 1956 à Memphis pour ce qu'on a coutume d'appeler The Million Dollar Quartet.
Elle fut également reprise par The Kinks sur l'album Kinks (1964), The Hollies (1964), The Yardbirds, Elvis Presley (1968), Tom Petty & The Heartbreakers (2006)...
Too Much Monkey Business est également le titre d'un téléfilm de 1974 mettant en vedette l'acteur Norman Rossington, ainsi que du 15e épisode de la 4e saison de la série française Flander's Company.